# Кражба
Кражбата е едно от най-често срещаните престъпления. Тя спада към престъпленията против собствеността, защото засяга имуществени права.

## Съгласно българското наказателно право
Основният състав на престъплението кражба е посочен в чл. 194, ал. 1 от Наказателния кодекс (НК):
| „                                     | Който отнеме чужда движима вещ от владението на другиго без негово съгласие с намерение противозаконно да я присвои, се наказва за кражба с лишаване от свобода до осем години. | “ |
| чл. 194, ал. 1 от Наказателния кодекс | |   |

Изпълнителното деяние е отнемане на чужда движима вещ от владението на другиго, без негово съгласие. Субектът е общ – може да е всеки. Тъй като има цел – „с намерение противозаконно да я присвои“, престъплението се извършва само при пряк умисъл. Кражба има и тогава, когато част от вещта принадлежи на виновния, но е отнета от владението на пострадалия без неговото съгласие. В маловажни случаи наказанието е лишаване от свобода до една година или пробация, или глоба.
Квалифицираните състави на кражбата се съдържат в чл. 195 и чл. 196 НК. Според чл. 195 НК по-тежко наказуема е кражбата:
1. ако е извършена във време на пожар, наводнение, корабокрушение, катастрофа, война или друго обществено бедствие;
2. ако откраднатата вещ не е под постоянен надзор;
3. ако е извършена чрез разрушаване, повреждане или подкопаване на прегради, здраво направени за защита на лица или имот (взломна кражба);
4. ако за извършването на кражбата е използвана моторно превозно средство, техническо средство или специален начин;
5. ако е извършена от две или повече лица, сговорили се предварително за нейното осъществяване, когато не представлява маловажен случай;
6. ако кражбата е извършена от длъжностно лице, което се е възползвало от служебното си положение;
7. в немаловажни случаи, ако е извършена повторно;
8. ако кражбата е извършена от гроб на покойник;
9. ако предмет на кражбата са взривни вещества, огнестрелни оръжия или боеприпаси.

За кражба в големи размери наказанието е лишаване от свобода от три до петнадесет години, като съдът може да постанови конфискация до една втора от имуществото на виновния. Това наказание се налага и за кражба на взривни вещества, огнестрелни оръжие или боеприпаси от структурните звена на Министерство на вътрешните работи, от Министерство на отбраната, от Българската армия и от структурите на подчинение на министъра на отбраната и други ведомства.
Приготовлението към кражба се наказва в случаите, когато кражбата е взломна или използвано моторно превозно средство, техническо средство или е извършена по специален начин.
По-тежко наказуеми са и случаите на кражба, която представлява опасен рецидив и кражба в особено големи размери, която представлява особено тежък случай.
Според чл. 197 НК, ако до приключване на съдебното следствие в първоинстанционния съд откраднатата вещ бъде върната или заместена наказанието се намалява съответно, но НЕ е основание за освобождаване от наказателно преследване.